# Эннан, Бьюла
Бьюла Мэй Эннан (англ. Beulah May Annan; 18 ноября 1899, Оуэнсборо, Кентукки — 10 марта 1928, Чикаго, Иллинойс) — американка, которая в 1924 году попала в заголовки чикагских газет после того, как при не до конца ясных обстоятельствах убила своего любовника. Эннан стала прототипом Рокси Харт в пьесе Морин Даллас Уоткинс «Чикаго», написанной в 1924 году. На основе пьесы в 1975 году был поставлен одноимённый мюзикл, который в 2002 году был экранизирован.

## Ранняя жизнь
Бьюла Мэй Шерифф родилась в Оуэнсборо, штат Кентукки, у Джона Шериффа и Мэри Нил. Там же она вышла замуж за Перри Стивенса, газетного оператора линотипа. Позже они развелись, и Бьюла затем заключила в Луисвилле повторный брак с автомобильным механиком Альбертом Эннаном. Спустя некоторое время они переехали в Чикаго, где Альберт устроился механиком в гараж, а Бьюла — на работу бухгалтером в прачечную «Теннантс Модел». Здесь же она встретила Гарри Калстеда, который тоже там работал и с которым у неё через некоторое время началась любовная связь.

## Убийство
3 апреля 1924 года в своей супружеской спальне Бьюла выстрелила Калстеду в спину. Согласно её первичной истории, они вдвоём пили вино, которое принёс Калстед, слегка опьянели и начали препираться. В какой-то момент оба дошли до того, что бросились к пистолету, который лежал на кровати, но Бьюла успела раньше и выстрелила в Калстеда, который в тот момент надевал пальто и шляпу. После чего она села и, попивая коктейли, принялась слушать грамзапись фокстрота «Hula Lou», и просидела так приблизительно 4 часа, наблюдая за тем, как Калстед умирает. После чего позвонила мужу и сказала, что убила человека, который «попытался заняться любовью» с ней.

## Суд
На протяжении следствия и вплоть до суда Бьюла несколько раз меняла показания. Изначально она признала себя виновной в убийстве, но потом заявила, что выстрелила в Калстеда в целях самообороны, потому что боялась, что он её изнасилует. В более поздней версией её показаний Калстед угрожал бросить её, из-за чего она впала в ярость и выстрелила в него. Обвинители выдвинули предположение, что Бьюла выстрелила, находясь в сильном припадке ревности. Заключительная версия её показаний, которые она дала уже на суде, заключалась в том, что она сказала Калстеду, что беременна, у них завязалась драка, в процессе которой оба одновременно схватились за пистолет, пытались вырвать его друг у друга и Бьюла в какой-то момент нажала на курок.
Альберт Эннан на протяжении всего суда, как мог, поддерживал жену и даже снял со своего счёта в банке все деньги, чтобы нанять ей лучших адвокатов. Однако, на следующий день, после того, как в суде ей был вынесен оправдательный приговор, 25 мая 1924 года, Бьюла Эннан заявила, что уходит от мужа, потому что он, по её словам, «такой медленный». В 1926 году она подала на развод с Альбертом, обвинив его в том, что он её бросил.

## Дальнейшая жизнь
В 1927 году, после того, как завершился её развод с Эннаном, Бьюла вышла за боксёра Эдварда Харлиба, но этот брак продержался всего три месяца, после чего Бьюла подала на развод, обвинив мужа в жестокости. Чтобы урегулировать развод, Харлиб заплатил ей пять тысяч долларов. Разведясь с Харлибом, она очень скоро сошлась с неким Эйблом Маркусом.
Бьюла умерла в 1928 году от туберкулёза в Чикагском санатории «Фреш-Эйр», где была зарегистрирована под именем Бьюла Стивенс. Её похоронили на Камберлендском пресвитерианском кладбище «Маунт-Плезант» в Кентукки. По неизвестным причинам, год смерти на надгробии её могилы указан как 1927, а не 1928.